# Untengönrath
Untengönrath ist ein Gehöft im Solinger Stadtteil Mitte.

## Geographie
Untengönrath liegt an einem Nordhang des Viehbachtals im Westen von Solingen-Mitte, westlich der nach dem Ort benannten Untengönrather Straße. Der Viehbach entspringt in einem Feuchtgebiet südlich von Obengönrath und fließt dann in südwestliche Richtung über Mittel- und Untengönrath. Unmittelbar nördlich von Untengönrath verläuft die zur Kraftfahrstraße ausgebaute Landesstraße 141n (L 141n/Viehbachtalstraße). Weiter flussabwärts liegen erst Waardt und dann Hübben. Im Norden liegt das Gewerbe und Industriegebiet Scheuren. Auf dem südlich gelegenen Höhenrücken verläuft die Landesstraße 67, die Mangenberger Straße, weiter südlich liegen die Hofschaften Kotten und Geilenberg.

## Etymologie
Das Suffix des Wortes Untengönrath, die Silbe -rath, deutet darauf hin, dass das betreffende Gebiet zur Urbarmachung zunächst gerodet werden musste. Das Präfix Unten- grenzt den Hof von den anderen beiden Höfen gleichen Namens ab. Nicht vollständig geklärt ist die Herkunft des Bestimmungswortes Gön-.
Laut Dittmaier geht das Bestimmungswort Gön- auf mndd. jene, jone in der Bedeutung „jene“, „jenseits“ zurück. Gönrath besitzt also hiernach die Bedeutung „jenseitige Rodung“.

## Geschichte

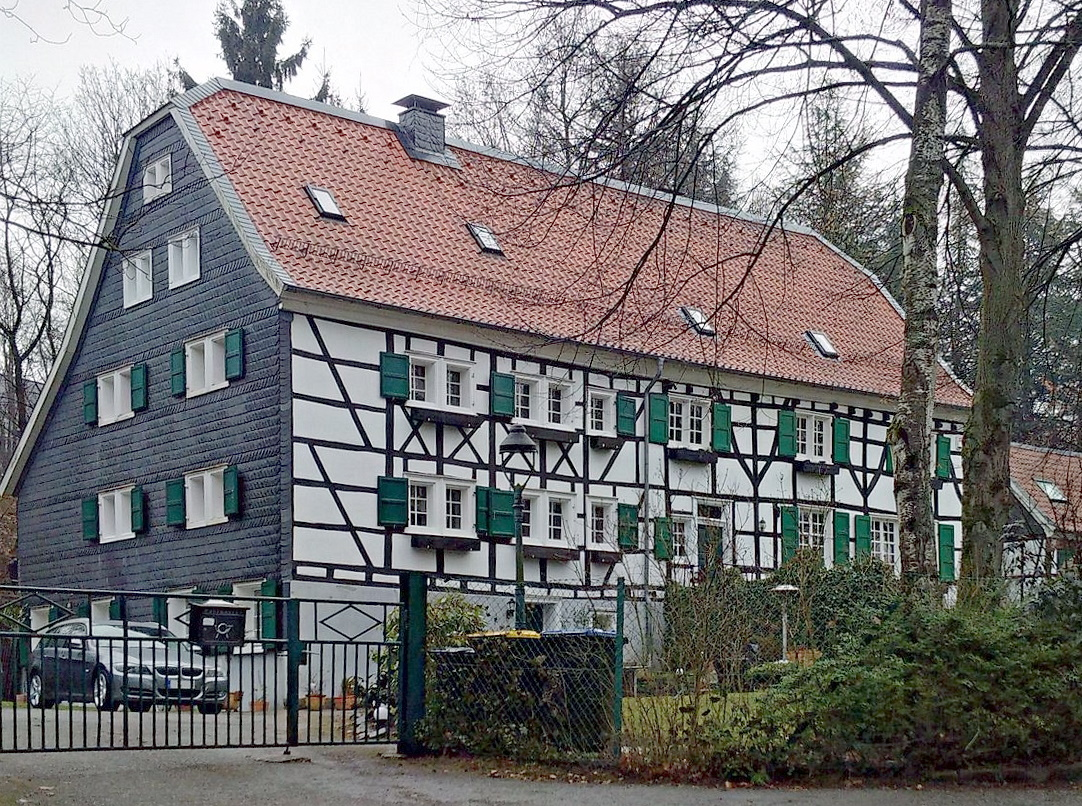
Gutshaus Untengönrath

Gönrath lässt sich bis in das 13. Jahrhundert zurückverfolgen, vermutlich ist der Hof Untengönrath als Fronhof der Abtei Altenberg der älteste. Gönrath wird im Jahr 1340 als Gheenroede, 1362 als Gunreidt und 1488 als Gunroidt urkundlich erwähnt.
Untengönrath ist im Jahre 1715 in der Karte Topographia Ducatus Montani, Blatt Amt Solingen, von Erich Philipp Ploennies mit einer Hofstelle verzeichnet und als u. Gönradt benannt. Der Ort gehörte zur Honschaft Scheid innerhalb des Amtes Solingen. Die Topographische Aufnahme der Rheinlande von 1824 verzeichnet den Ort beschriftet und die Preußische Uraufnahme von 1844 als Unt: Gönrath. In der Topographischen Karte des Regierungsbezirks Düsseldorf von 1871 ist der Ort als Untengönrath verzeichnet.
Der Bauernhof in Untengönrath gehörte zusammen mit dem Höhscheider Hof wohl seit jeher zum Solinger Fronhof. Nach mehreren Eigentümerwechseln in der ersten Hälfte des 14. Jahrhunderts wurde der Fronhof in Solingen mit Gönrather und Höhscheider Hof von den Grafen von Berg am 16. Dezember 1363 an die Abtei Altenberg veräußert. Diese war in den folgenden 440 Jahren Eigentümer der Höfe, ließ sie allerdings durch einen Halfen, also einen speziellen Pächter, bewirtschaften. Nach der Säkularisation im Land im Jahre 1803 geriet der Gönrather Hof in den Besitz des Herzogtums Berg. Der Hof geriet in den Folgejahren über einige Umwege in private Hände.
Nach Gründung der Mairien und späteren Bürgermeistereien Anfang des 19. Jahrhunderts gehörte Untengönrath zur Bürgermeisterei Wald, dort lag er in der Flur IV. (Gönrath). 1815/16 lebten 13 Menschen in Unten Gönnrath, 1832 war der Ort Teil der Zweiten Dorfhonschaft innerhalb der Bürgermeisterei Wald. Der nach der Statistik und Topographie des Regierungsbezirks Düsseldorf als Ackergut kategorisierte Ort besaß zu dieser Zeit ein Wohnhaus und drei landwirtschaftliche Gebäude. Zu dieser Zeit lebten acht Einwohner im Ort, allesamt evangelischen Bekenntnisses. Die Gemeinde- und Gutbezirksstatistik der Rheinprovinz führt den Ort 1871 mit einem Wohnhaus und 12 Einwohnern auf. Im Gemeindelexikon für die Provinz Rheinland von 1888 werden für Untengönrath ein Wohnhaus mit acht Einwohnern angegeben. 1895 besitzt der Ortsteil ein Wohnhaus mit sieben Einwohnern, 1905 werden ein Wohnhaus und fünf Einwohner und die Zugehörigkeit zu dem Solinger Kirchspiel St. Clemens angegeben.
Im Jahre 1918 erwarb die Stadt Wald den Gönrather Hof und bewirtschaftete ihn zunächst in Eigenregie. Ab 1926 wurde er jedoch verpachtet, da die Stadt Wald ihn nicht hatte rentabel betreiben können. Mit der Städtevereinigung zu Groß-Solingen im Jahre 1929 wurde Untengönrath ein Ortsteil Solingens. Unmittelbar nach Ende des Zweiten Weltkriegs legte die Stadt Solingen als Rechtsnachfolgerin der Stadt Wald auf dem Grundbesitz des Hofes eine Kleingartenanlage an. Bald schon war der Hof aufgrund der fehlenden Fläche nicht mehr wirtschaftlich zu betreiben.

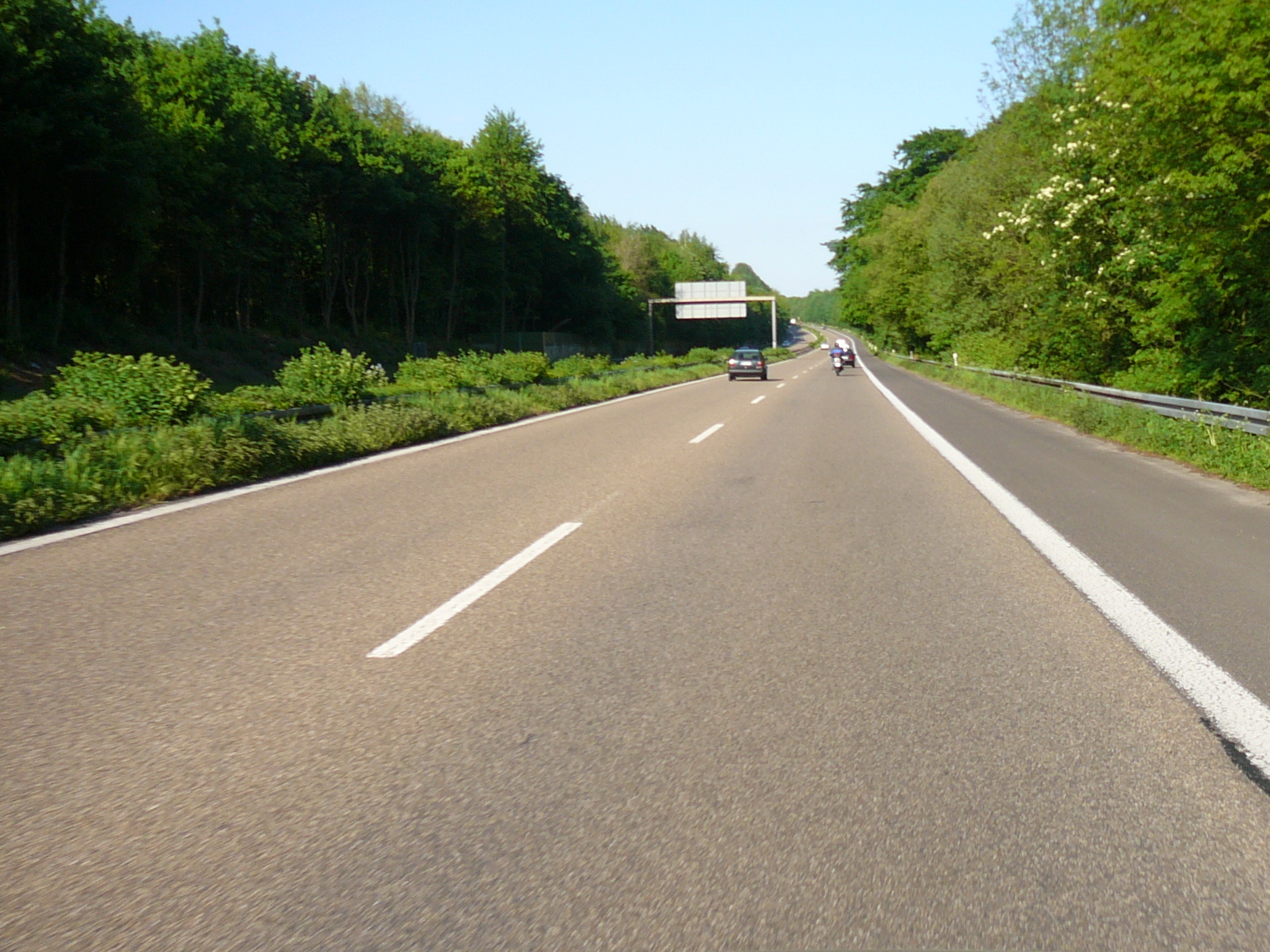
Viehbachtalstraße

Ende der 1960er Jahre fanden am Gönrather Hof Vermessungsarbeiten für die geplante Autobahn 54 statt, die durch das Viehbachtal führen sollte. Noch 1970 wurde die Strecke mitten durch Untengönrath geplant und der Abriss des Gutshauses schien beschlossen. Das verfallene Gutshaus wurde zuletzt noch von Obdachlosen genutzt. Die Scheune und die Ställe des Hofes wurden Anfang der 1970er Jahre abgerissen. Bevor das Gutshaus selbst niedergelegt wurde, fand sich doch noch ein privater Käufer für das Areal. Die spätere Viehbachtalstraße wurde Ende der 1970er Jahre auf dem Teilstück An der Gemarke bis Mangenberg als vierspurige Kraftfahrstraße nur wenige Meter am Gutshaus vorbei angelegt. Dieses Teilstück der als L 141n gewidmeten Viehbachtalstraße wurde am 31. August 1979 dem Verkehr übergeben. Nach zahlreichen Anwohnerbeschwerden über zu viel Lärm wurden im Folgejahr einige Maßnahmen für einen verbesserten Lärmschutz eingeleitet. Der Weiterbau der Viehbachtalstraße zwischen Mangenberg und dem Frankfurter Damm erfolgte bis 1981. Ein weiterer Ausbau erfolgte jedoch nicht; die A 54 wurde nie fertiggestellt.:55
Nach dem Verkauf des Gutshauses wurde es umfassend renoviert und saniert. Von der beschädigten Verschieferung größtenteils befreit, stellte sich anhand der Konstruktion des Fachwerks heraus, dass das Gebäude ursprünglich nur halb so groß war. Ein älterer Gebäudeteil mit geschwungenem Balkenwerk wurde zu Beginn des 18. Jahrhunderts um einen nochmal so großen Gebäudeteil erweitert, dessen Fachwerk-Fassade Andreaskreuze zieren. Seit der Sanierung dient das Gebäude nur noch Wohnzwecken. Im Jahre 1984 wurde das Gutshaus mit der Adresse Untengönrather Straße 41, 43 unter Denkmalschutz gestellt.